# Шапкино (Наро-Фоминский район)
Шапкино — деревня в Наро-Фоминском районе Московской области, в составе сельского поселения Ташировское. Численность постоянного населения по Всероссийской переписи 2010 года — 4 человека, в деревне числятся 6 садовых товариществ. На окраине деревни находятся остатки колокольни Петропавловской церкви 1776 года постройки, сейчас восстанавливаемой. До 2006 года Шапкино входило в состав Ташировского сельского округа.
Деревня расположена в юго-западной части района, у истока реки Плесенка (приток Нары), примерно в 9 км к западу от города Наро-Фоминска, высота центра над уровнем моря 186 м. Ближайшие населённые пункты — Плесенское в 1,5 км на север и Новоникольское в 2 км на северо-запад.